# Stefano Duranti Poccetti
Stefano Duranti Poccetti (Arezzo, 27 marzo 1987) è uno scrittore, giornalista e traduttore italiano.

## Biografia
Nato il 27 marzo 1987 ad Arezzo, si è laureato in Discipline Letterarie, Artistiche e dello Spettacolo presso l'Università degli Studi di Siena. Ha trascorso un periodo di studio a Parigi presso la Sorbonne Nouvelle, esperienza che ha influenzato la sua attività di traduttore dalla lingua francese.
È attivo nel volontariato, partecipando alle attività della Protezione Civile Italiana e della Nazionale Italiana Poeti, con cui gioca a calcio in eventi benefici e culturali.

### Attività giornalistica
Duranti Poccetti collabora con diverse testate italiane in ambito culturale, tra cui Il Giornale, Il Borghese, Sipario, La Voce del Popolo, Il Giornale d'Italia e Visto. È fondatore e direttore responsabile della testata online Corriere dello Spettacolo. Ha curato inoltre la rubrica radiofonica Evocazioni musicali, alla ricerca di nuovi continenti per la radio del Teatro La Fenice di Venezia.
Nel 2014 ha fatto parte della squadra dei critici cinematografici del programma di Radio1 Prima di tutto. Ha collaborato, in qualità di critico, con il Kilowatt Festival di Sansepolcro (2009) e il Festival dei Due Mondi di Spoleto (2013).

### Attività letteraria
Come scrittore, ha pubblicato volumi di poesia e narrativa. Tra le sue opere si annovera Snooker, steccate poetiche, raccolta poetica dedicata alla specialità di biliardo snooker, con prefazione di Maurizio Cavalli, telecronista di Eurosport, unica opera su questo sport scritta da un autore italiano.
Un'altra opera di rilievo è Frammenti di Baseball (uscita poi nella versione Istanti di Baseball), con scritti di Michele Dodde e Roberto Cabalisti, successivamente tradotta in inglese con il titolo Baseball Fragments da Daria D. Morelli Calasso. Il volume è parte della collezione del National Baseball Hall of Fame and Museum.
Riguardo Mortali e Immortali, Enrico Bernard ha scritto:
"I cinquanta brevi canti in prosa poetica di Duranti Poccetti sono la dimostrazione attuale, contemporanea, pulsante, vivente e viva, mi si consenta il pleonasma, di questa simbiosi e sintesi tra la “cosa” esterna, la realtà, e la sua interiorizzazione sotto forma dello spirito che – possiamo dire con Feuerbach – non è altro che una produzione dei sensi a contatto con la natura esterna, col mondo: l’oggetto poetico che non è solo l’oggetto della poesia, ma l’oggetto poetizzato attraverso la sensibilità, ritrova così nella prosa il suo afflato lirico. [...] Un volumetto di prosa in versi capace di contenere un mondo di cose che si fanno pensiero, parola, poesia in un’alchimia di elementi perfettamente moderna." [Vedi nota 11]
Ha contribuito alla riscoperta di alcune personalità letterarie, come Raoul Diddi e Francesco Benedetti. In particolare su quest'ultimo, ha pubblicato il volume più completo esistente, scritto insieme ad Alessandro Ferri. Il titolo è Mi guida oscuro fato. Vita e scritti di Francesco Benedetti (Helicon, 2023), presentato al MAEC di Cortona.

### Attività di traduttore
Duranti Poccetti ha tradotto in italiano opere di autori francesi come Edmond Rostand e Victor Hugo. Le sue traduzioni di Le bois sacré di Rostand e Les chevaliers errants di Hugo sono state pubblicate da Nulla Die. Alcuni suoi lavori di traduzione sono stati inoltre pubblicati dalla rivista Poesia di Nicola Crocetti (marzo 2020, n. 357; 24/09/2020, nuova serie, n. 3).
A proposito della sua traduzione di Les Chevaliers Errants, Giovanni Dotoli ha scritto: "Mais là l’auteur, Stefano Duranti Poccetti, découvre presque un Hugo inédit, ou mieux peu connu: l’écrivain d’un poème chevaleresque, titré Les Chevaliers Errants, divisé en deux textes, Le petit roi de Galice et Eviradnus, tirés de la Légende des Siècles. Le texte original est suivi à chaque chapitre de la traduction en italien. Je le dis tout de suite: c’est une traduction magnifique, précise, poétique, qui ne trahit jamais Hugo, mais qui par contre l’exalte." (L’autore, Stefano Duranti Poccetti, scopre un Hugo inedito, o meglio, poco conosciuto: scrittore di un poema cavalleresco intitolato I Cavalieri Erranti, diviso in due testi provenienti da La Leggenda dei Secoli: Il piccolo Re di Galizia ed Eviradnus. Ogni capitolo del testo originale è tradotto in italiano, e devo ammetterlo: è una traduzione magnifica, precisa, poetica, che non tradisce mai Hugo, anzi, casomai lo esalta). [Vedi nota 21]

### Opere
- La voce dell’alba, Edimond, 2009, ISBN 9788850004294
- Storie del Santo Maledetto, Akkuaria, 2015, ISBN 9788863282566
- Frammenti dalla Senna, Ensemble, 2016 ISBN 9788868811099
- Frammenti di Baseball: Fantasie, sensazioni e ricordi, Controluna, 2019 ISBN 9788885791695
- Mortali e Immortali, Transeuropa, 2019 ISBN 9788831249171
- Don Chisciotte in Frammenti, Prometheus, 2019 ISBN 978-88-8220-265-1
- Per una Nuova Commedia dell’Arte: Nuovi Intrighi e Nuove Maschere, Akkuaria, 2020 ISBN 9788863283013
- Il Bosco Sacro – Le Bois Sacré, Nulla Die, 2021 ISBN 9788869154294
- I Cavalieri erranti – Les Chevaliers Errants, Nulla Die, 2021 ISBN 978-8869153006
- Mazeppa e altre poesie, Ensemble, 2022 ISBN 9788868818883
- Baseball Fragments, Amazon, 2022 (traduzione di Daria D. Morelli Calasso) ISBN 979-8435928808
- Johann Rubinstein e altri racconti, Rocco Carabba, 2022 ISBN 9788863446579
- La Gloire du dôme du Val-de-Grâce, testo francese e italiano, Amazon, 2022, ISBN  9798415864669
- Snooker, steccate poetiche, Streetlib, 2023 ISBN 9791222051536
- Mi Guida Oscuro Fato. Vita e scritti di Francesco Benedetti, con Alessandro Ferri, Helicon, 2023 ISBN 9788864669175
- Istanti di baseball, Streetlib, 2024 ISBN 9791222467641